# Terceiro ataque transjordano
O terceiro ataque transjordano foi uma campanha militar da Força de Chaytor da Força Expedicionária Egípcia (EEF) do Império Britânico que ocorreu entre 21 e 25 de setembro de 1918 contra o 4.º e 7.º exércitos do Império Otomano e outras unidades do Grupo de Exércitos Yıldırım no Vale do Jordão, Jisr ed Damiye, Es Salt, Amã, linha ferroviária do Hejaz e Ziza.
As operações tiveram lugar durante a Batalha de Nablus, parte da Batalha de Megido que começou em 19 de setembro, durante os últimos meses da Campanha do Sinai e Palestina da Primeira Guerra Mundial. Os combates tiveram lugar no flanco direito e começou em direção a norte, com o assalto a Fasail. No segundo dia, uma parte da Força de Chaytor atacou e capturou a 53.ª Divisão do Sétimo Exército Otomano na linha principal de retirada em direção a leste das colinas da Judeia, na margem oposta do rio Jordão. As colunas do Grupo de Exércitos Yıldırım em retirada foram atacadas durante os combates para a tomada da ponte de Jisr ed Damieh e também foram tomados vários vaus, fechando aquela linha de retirada.
Deixando alguns destacamentos para defender a ponte e vaus capturados, a Força de Chaytor iniciou o avanço para leste, com o objetivo de tomar Es Salt pela terceira vez. No caminho, a guarnição do Quarto Exército em Shunet Nimrin foi atacada e capturada. Com o Corpo VIII do Quarto Exército em retirada, a Força de Chaytor prosseguiu o seu avanço para atacar e conquistar Amã em 25 de setembro, durante a Segunda Batalha de Amã.
As operações militares prosseguiram durante mais alguns dias, tendo cessado efetivamente quando o Corpo II do Quarto Exército otomano, que tinha feito a guarnição da parte sul da linha ferroviária do Hejaz, se rendeu em Ziza, a sul de Amã.
As vitórias britânicas durante o terceiro ataque transjordano resultaram na ocupação de muitos quilómetros de território otomano e na captura do equivalente a um corpo militar otomano. Entretanto, o que restou do Quarto Exército otomano foi forçado a retirar desordenadamente para Damasco, a norte, juntamente com o que restou dos sétimo e oitavo exércitos, depois das vitórias da Força Expedicionária Egípcia nas batalhas de Sarom e de Nablus. Os combates estenderam-se desde o Mediterrâneo durante os sete dias de batalha, resultando na captura de muitos milhares de prisioneiros e um vasto território. Depois de vários dias perseguindo as colunas que restavam, o Corpo Montado do Deserto conquistou Damasco em 1 de outubro. A parte do Grupo de Exércitos Yıldırım que logrou retirar de Damasco foi perseguida durante a  perseguição até Haritan, durante a qual foram conquistadas Homs e  Alepo pelas tropas xarifais do príncipe Faiçal. Pouco depois, em 30 de outubro, foi assinado o Armistício de Mudros, que pôs termo às hostilidades entre os Aliados e Império Otomano na frente do Médio Oriente.